# Anfinn Kallsberg
Anfinn Kallsberg (Klaksvík, Borðoy, 19 de noviembre de 1947-20 de febrero de 2024) fue un político feroés del Partido Popular que ocupó el cargo de primer ministro de las Islas Feroe entre 1998 y 2004. Fue elegido al parlamento (Løgting) por primera vez en 1980. Sirvió como ministro de pesca de 1983 a 1985, presidente del Løgting entre 1991 y 1993, y ministro de finanzas y economía de 1996 a 1998. Fue también presidente de su partido durante 14 años, entre 1991 y 2007.
Como primer ministro inició un proceso hacia una mayor independencia de las Islas Feroe respecto a Dinamarca. Inició también las exploraciones de petróleo en el subsuelo feroés.

## Inicios y carrera profesional
Anfinn Kallsberg nació en la ciudad de Klaksvík en 1947, siendo hijo de Gunnar y Katrina Kallsberg. Tuvo una formación en el comercio y la contaduría. Trabajó en la compañía naviera J.F. Kjølbro en Klaksvík entre 1964 y 1974 y dirigió su propio despacho contable entre 1974 y 1996. También se desempeñó como parte del consejo de administración del hospital de Klaksvík de 1991 a 1996. Reside, junto a su esposa e hijos, en el pueblo de Viðareiði.

## Carrera política
Entre 1974 y 1980 ocupó el cargo de alcalde del municipio de Viðareiði, al que renunció al ser electo diputado del Løgting por el distrito de Norðoyar. Después de 3 años en el Løgting, en 1983 fue designado ministro de pesca y de comercio en el gobierno de Pauli Ellefsen, cargo en el que se desempeñó hasta 1985 cuando el gobierno de Ellefsen terminó. Kallsberg regresó a un cargo público en el primer gobierno de Jógvan Sundstein, cuando ocupó brevemente el puesto de ministro de pesca y de municipios, de enero a junio de 1989.
Kallsberg fue presidente del Løgting entre 1991 y 1993, y miembro de la delegación del Løgting ante el Consejo Nórdico en 1991 y entre 1994 y 1998. En 1993 fue elegido presidente del Partido Popular. Fue ministro de finanzas y economía en el segundo gobierno de Edmund Joensen (1996-1998), desempeñando un papel clave en la época inmediatamente posterior a la crisis financiera que azotó a las Feroe durante la primera mitad de la década de 1990.
En las elecciones parlamentarias de 1998, el Partido Popular logró una votación considerable, y pudo encabezar un gobierno de coalición entre fuerzas separatistas que incluía al Partido Republicano y al Partido del Autogobierno, con Kallsberg como primer ministro. Durante este gobierno, la agenda política de Kallsberg estuvo marcada por las negociaciones con Dinamarca sobre una futura independencia plena de las Islas Feroe para formar una república. Las negociaciones fracasaron en 2000, y en 2001 se canceló un referéndum popular que las encuestas preveían como no favorable a la independencia.
La coalición gubernamental ganó por escaso margen las elecciones de 2002, dos semanas después de que se revelara la exploración de petróleo en el subsuelo feroés. Ante el escaso margen de maniobra política, la coalición tuvo que ampliarse incluyendo al Partido de Centro, de orientación demócrata cristiana. El gobierno de Kallsberg solicitó la retirada gradual de los subsidios provenientes de Dinamarca, en un período entre 8 y 12 años, pero el gobierno danés se negó a prolongar los subsidios más allá de 4 años.
En 2003 se generó un enfrentamiento entre el primer ministro y Høgni Hoydal, líder de los republicanos, luego de un escándalo desatado por la publicación de un libro que señalaba que el despacho contable de Kallsberg había realizado una transferencia de 1 millón de coronas de una empresa procesadora de pescado a una empresa de la que Kallsberg era copropietario. Aunque Kallsberg devolvió el dinero, la coalición se rompió, los ministros republicanos fueron removidos del gobierno el 5 de diciembre, y el primer ministro convocó a elecciones. A pesar del escándalo, el Partido Popular alcanzó una estrecha victoria en las elecciones de 2004, pero Kallsberg no formó parte del nuevo gobierno.
En 2005 ocupó uno de los dos escaños feroeses en el Folketing (parlamento danés), junto a su antiguo aliado Høgni Hoydal, hasta 2007, cuando no fue reelecto. En noviembre de ese mismo año, con ocasión del congreso nacional del Partido Popular, Kallsberg no intentó reelegirse como candidato a la presidencia de su partido, siendo sustituido por Jørgen Niclasen. Sin embargo, se presentó a las elecciones parlamentarias de 2008, siendo electo nuevamente miembro del Løgting. Fue presidente del comité de finanzas del Løgting hasta enero de 2011, fecha en que se jubiló.

## Reconocimientos
Anfinn Kalsberg fue galardonado en 2001 con la estrella de la Orden Islandesa del Halcón, y el 20 de julio de 2005 fue nombrado caballero de la Orden del Dannebrog.